# Silberner Fußballschuh 1980

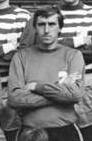
Hans-Ulrich Grapenthin, 1983

Mit dem Silbernen Fußballschuh 1980 wurde zum 18. Mal der DDR-Fußballer des Jahres ausgezeichnet. Die Redaktion der Zeitschrift Die neue Fußballwoche hatte eine Umfrage zur Wahl des besten Spielers der Saison 1979/80 durchgeführt, an der sich insgesamt 49 Sportredaktionen der DDR beteiligten, die auf Tippscheinen die sechs besten Fußballer mit Punkten (zehn Punkte für den Favoriten, für die weiteren Plätze absteigend sieben, fünf, drei, zwei und einen Punkt) bewertet hatten. Die höchste Gesamtpunktzahl erreichte Hans-Ulrich Grapenthin, dem am Samstag, den 30. August 1980 im Jenaer Ernst-Abbe-Sportfeld vor dem Oberligapunktspiel (2. Spieltag) gegen Dynamo Dresden der silberne Fußballschuh als Fußballer des Jahres vom Fuwo-Chefredakteur Klaus Schlegel überreicht wurde.

## Ergebnis
| Rang | Name                   | Mannschaft               | Punkte |
| ---- | ---------------------- | ------------------------ | ------ |
| 01.  | Hans-Ulrich Grapenthin | FC Carl Zeiss Jena       | 329    |
| 02.  | Frank Terletzki        | Berliner FC Dynamo       | 241    |
| 03.  | Reinhard Häfner        | SG Dynamo Dresden        | 219    |
| 04.  | Dieter Kühn            | 1. FC Lokomotive Leipzig | 149    |
| 05.  | Hans-Jürgen Dörner     | SG Dynamo Dresden        | 096    |
| 06.  | Eberhard Vogel         | FC Carl Zeiss Jena       | 085    |
| 07.  | Gerd Weber             | SG Dynamo Dresden        | 049    |
| 08.  | Hans-Jürgen Riediger   | Berliner FC Dynamo       | 034    |
| 09.  | Ulrich Ebert           | BSG Wismut Aue           | 031    |
| 10.  | Joachim Streich        | 1. FC Magdeburg          | 026    |
| 11.  | Gerd Kische            | F.C. Hansa Rostock       | 016    |
| 12.  | Jürgen Pommerenke      | 1. FC Magdeburg          | 012    |
| 13.  | Konrad Weise           | FC Carl Zeiss Jena       | 011    |
| 14.  | Bodo Rudwaleit         | Berliner FC Dynamo       | 009    |
| 15.  | Rainer Troppa          | Berliner FC Dynamo       | 008    |
| 15.  | Norbert Trieloff       | Berliner FC Dynamo       | 008    |
| 15.  | Jürgen Croy            | BSG Sachsenring Zwickau  | 008    |
| 18.  | Michael Noack          | Berliner FC Dynamo       | 007    |
| 19.  | Frank Uhlig            | FC Karl-Marx-Stadt       | 005    |
| 20.  | Wolfgang Steinbach     | 1. FC Magdeburg          | 003    |
| 20.  | Rüdiger Schnuphase     | FC Carl Zeiss Jena       | 003    |
| 22.  | Frieder Andrich        | FC Vorwärts Frankfurt/O. | 002    |
| 22.  | Lutz Otto              | FC Vorwärts Frankfurt/O. | 002    |

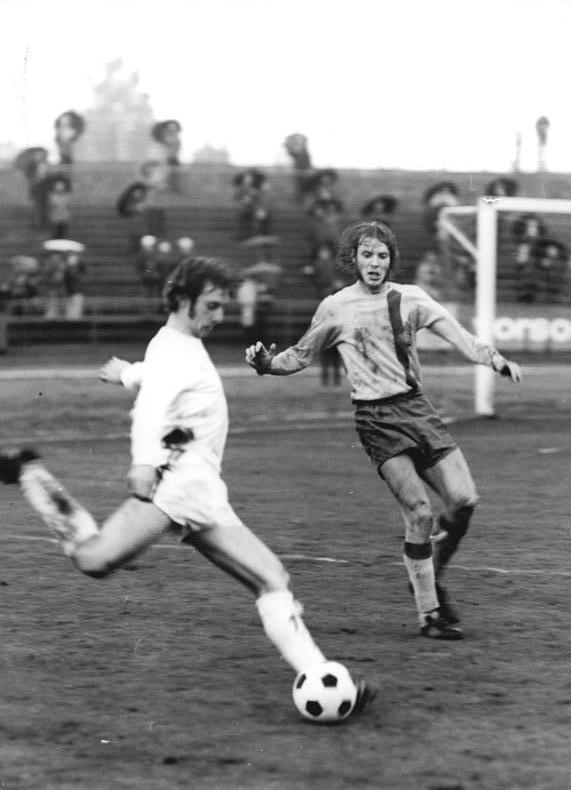
Frank Terletzki (links), 1974
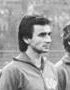
Reinhard Häfner, 1978
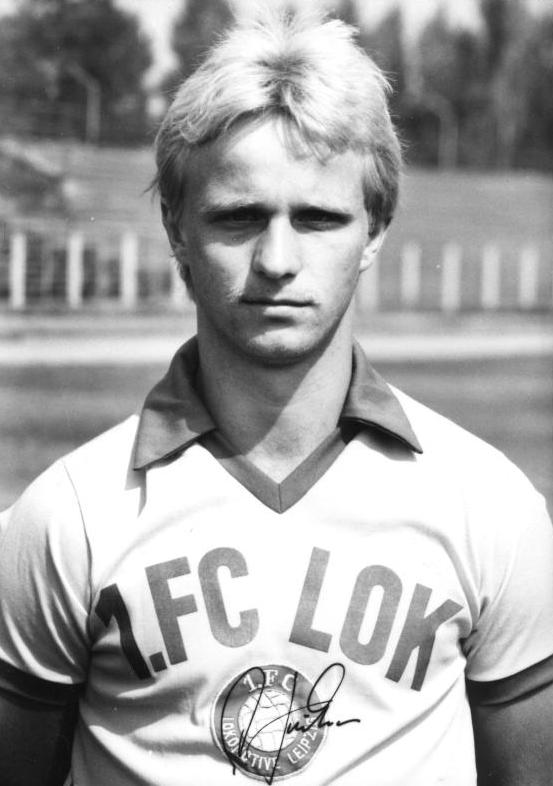
Dieter Kühn, 1985
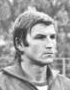
Hans-Jürgen Dörner, 1978
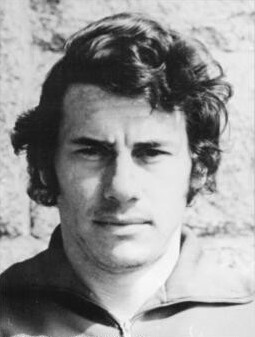
Eberhard Vogel, 1974
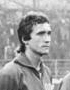
Gerd Weber, 1978
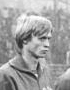
Hans-Jürgen Riediger, 1978
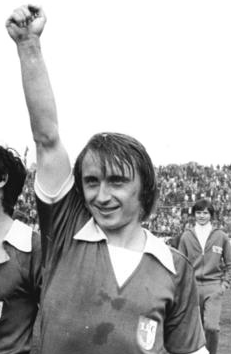
Joachim Streich, 1978